# سیگورد اندرسون
سیگورد اندرسون (انگلیسی: Sigurd Andersson؛ ۱۸ ژوئیه ۱۹۲۶ – ۵ فوریه ۲۰۰۹ (aged 82)) ورزشکار اسکی صحرانوردی اهل سوئد بود.
وی در مسابقات کشوری و بین‌المللی در مجموع برندهٔ ۱ مدال برنز شده‌است.